# Brigada de l'HVO Kotromanić
La brigada de l'HVO Kotromanović (en croat: Brigada HVO Kotromanić) fou una brigada del Consell de Defensa Croat que va ser desplegada durant la guerra de Bòsnia. La seu era situada a Kakanj, Bòsnia i Hercegovina. La brigada estava sota l'autoritat del ZP Vitez. Durant la guerra 102 membres de la brigada van morir. L'Exèrcit de la República de Bòsnia i Hercegovina es va reforçar amb voluntaris de països islàmics per defensar el país, i després van participar en la defensa d'altres parts de Bòsnia i Hercegovina.